# Liste der Kulturdenkmäler in Beilingen
In der Liste der Kulturdenkmäler in Beilingen sind alle Kulturdenkmäler der rheinland-pfälzischen Ortsgemeinde Beilingen aufgeführt. Grundlage ist die Denkmalliste des Landes Rheinland-Pfalz (Stand: 27. Juni 2022).

## Einzeldenkmäler
| Bezeichnung                                   | Lage                                         | Baujahr                    | Beschreibung | Bild                           |
| --------------------------------------------- | -------------------------------------------- | -------------------------- | --- | ------------------------------ |
| Wegekreuz                                     | Auf der Kehr, bei Nr. 5 Lage                 | nach 1860                  | Schaftkreuz, nach 1860 | BW                             |
| Quereinhaus                                   | Brückenstraße 7a Lage                        | 1929                       | eingeschossiges Quereinhaus, bezeichnet 1929 | BW                             |
| Quereinhaus                                   | Brückenstraße 15 Lage                        | 1858                       | Quereinhaus, bezeichnet 1858 | BW                             |
| Portal                                        | Hauptstraße, an Nr. 13 Lage                  | frühes 19. Jahrhundert     | nachbarocke Türeinfassung, frühes 19. Jahrhundert | BW                             |
| Katholische Filialkirche St. Johannes Baptist | Kirchstraße 9 Lage                           | 1855/56                    | romanisierender Saalbau mit vorgelegter Westfassade, 1855/56, Architekt Kreisbaumeister Wolff, Bitburg; an der Sakristei Schaftkreuz, bezeichnet 1665, wohl eher aus dem 18. Jahrhundert | BW                             |
| Quereinhaus                                   | Kirchstraße 22 Lage                          | 1872                       | Quereinhaus, bezeichnet 1872 | BW                             |
| Hofanlage                                     | Mittelstraße 5/7 Lage                        | Mitte des 18. Jahrhunderts | Streckhof; Wohnhaus aus der Mitte des 18. Jahrhunderts, Umbau und Verlängerung des Wirtschaftsgebäudes im 19. Jahrhundert                                                                | BW                             |
| Hofanlage                                     | Schulstraße 2 Lage                           | 1819                       | Wohnhaus und Stallscheune, beide bezeichnet 1819 | BW                             |
| Gemeindehaus                                  | Schulstraße 13 Lage                          | 1885/86                    | ehemalige Schule mit Lehrerwohnung; Rotsandsteinquaderbau 1885/86, Erweiterung 1912, wohl gleichzeitig eingeschossiges Nebengebäude                                                      | BW                             |
| Wegekreuz                                     | nordwestlich des Ortes im Kallenbachtal Lage | 1820                       | Sockelkreuz, bezeichnet 1820 (Abschlusskreuz neu) | BW                             |
| Wegekreuz                                     | südlich des Ortes an der K 40 Lage           | um 1700                    | Schaftkreuz, um 1700 (Abschlusskreuz neu) | BW                             |
| Lourdesgrotte                                 | südöstlich des Ortes Lage                    | 1909                       | kleiner lavaschlackenverkleideter Bau, 1909 | weitere Bilder Fotos hochladen |
| Wegekreuz                                     | südwestlich des Ortes an der K 40 Lage       | 1817                       | Schaftkreuz, 1817 | BW                             |